# Kim Sang-sik
Kim Sang-sik (tiếng Hàn Quốc: 김상식; Hanja: 金相植; Hán-Việt: Kim Tương Thực; sinh 17 tháng 12 năm 1976) là một huấn luyện viên và cựu cầu thủ bóng đá chuyên nghiệp người Hàn Quốc từng thi đấu ở vị trí hậu vệ. Ông hiện đang là huấn luyện viên trưởng của đội tuyển bóng đá quốc gia Việt Nam.

## Sự nghiệp huấn luyện viên

### Việt Nam
Vào ngày 3 tháng 5 năm 2024, Kim Sang-sik được Liên đoàn bóng đá Việt Nam bổ nhiệm làm huấn luyện viên trưởng đội tuyển quốc gia và đội tuyển U-23 Việt Nam với bản hợp đồng có thời hạn 2 năm kéo dài đến tháng 3 năm 2026.
Ngày 6 tháng 6, ông có trận ra mắt trên cương vị huấn luyện viên trưởng của đội tuyển quốc gia Việt Nam bằng chiến thắng 3–2 trước Philippines ở lượt trận thứ 5 bảng F của vòng loại thứ 2 World Cup 2026 thuộc khu vực châu Á, chiến thắng đó giúp cho tuyển Việt Nam chấm dứt chuỗi 7 trận thua liên tiếp. Ngay sau đó, tuyển Việt Nam để thua lượt trận cuối trước Iraq 1–3, đứng vị trí thứ 3 của bảng và dừng bước ở vòng loại World Cup, thay vào đó đội phải thi đấu ở vòng loại thứ 3 Asian Cup 2027.
Từ tháng 12 năm 2024 đến tháng 1 năm 2025, Kim cùng đội tuyển Việt Nam tham dự Giải vô địch bóng đá ASEAN 2024 và giúp đội tuyển lên ngôi vô địch sau khi đánh bại Thái Lan với tổng tỉ số 5–3 sau hai lượt trận chung kết, trở thành huấn luyện viên thứ ba của đội tuyển Việt Nam vô địch một Giải vô địch bóng đá ASEAN.
Vào tháng 4 năm 2025, Liên đoàn Bóng đá Đông Nam Á thông báo rằng Kim Sang-Sik sẽ dẫn dắt đội "Các ngôi sao Đông Nam Á" (ASEAN All-Stars) gặp Manchester United diễn ra tại Malaysia vào ngày 28/5. Ông giúp đội đánh bại Manchester United 1-0.
Ông giúp đội tuyển U-23 vô địch giải bóng đá U-23 ASEAN 2025 lần thứ 3 liên tiếp sau năm 2022 và 2023, khi vượt qua chủ nhà Indonesia 1-0 tại chung kết, qua đó trở thành người đầu tiên giành 2 danh hiệu Đông Nam Á ở 2 cấp độ đội tuyển trong cùng năm.

## Thành tích

### Cầu thủ
Seongnam Ilhwa Chunma
- K League 1: 2001, 2002, 2006[8]
- Cúp FA Hàn Quốc: 1999[9]
- Cúp Liên đoàn bóng đá Hàn Quốc: 2002[9]
- Siêu cúp bóng đá Hàn Quốc: 2002[9]

Jeonbuk Hyundai Motors
- K League 1: 2009, 2011[8]
- Á quân AFC Champions League: 2011[10]

Hàn Quốc
- Hạng ba Cúp bóng đá châu Á: 2000, 2007[11]

Cá nhân
- K League All-Star: 2002, 2010[12][13]
- K League 1 Best XI: 2009[14]

### Huấn luyện viên
Jeonbuk Hyundai Motors
- K League 1: 2021[8]
- Cúp FA Hàn Quốc: 2022[9]

Các ngôi sao Đông Nam Á
- Maybank Challenge Cup: 2025

U-23 Việt Nam
- Giải vô địch bóng đá U-23 ASEAN: 2025

Việt Nam
- Giải vô địch bóng đá ASEAN: 2024[15]